# デクサメノス

デクサメノスが支配したとされるオーレノスはアカイア地方北西部の沿岸部に位置している。

デクサメノス（古希: Δεξάμενος, Dexamenos）は、ギリシア神話の人物である。その名前は「迎える人」の意。アカイア地方の都市オーレノスの王で、ムネーシマケー、ヒッポリュテー、双子の姉妹テーライポネーとテーロニケー、および一説によるとデーイアネイラの父。

## 神話
デクサメノスの娘はケンタウロスのエウリュティオーンから求婚されたと伝えられているが、求婚された娘の名前については文献によって違いが見られる。アポロドーロスによるとエウリュティオーンが求婚したのはムネーシマケーである。エウリュティオーンが暴れることを恐れたデクサメノスはしぶしぶ娘との結婚を認めた。彼らを救ったのはヘーラクレースであった。ヘーラクレースは5番目の難行であるエーリス王アウゲイアースの家畜小屋の掃除を終えたあとオーレノスを訪れ、デクサメノスが困っているのを見た。デクサメノスが英雄に助けを求めると、ヘーラクレースはエウリュティオーンがムネーシマケーと結婚するために現れたところを殺した。
ヒュギーヌスによると、エウリュティオーンが求婚した娘はデーイアネイラであった。デクサメノスはエウリュティオーンとの結婚を認めたが、彼女はすでにヘーラクレースと婚約していたため、ヘーラクレースはエウリュティオーンが仲間のケンタウロスとともにデーイアネイラとの結婚式にやって来たところを殺した。一般的な伝承では、デーイアネイラはカリュドーン王オイネウスの娘である。
シケリアのディオドーロスによると、デクサメノスの娘ヒッポリュテーはアルカスの子アザーンと結婚したが、その結婚式でエウリュティオーンが花嫁を攫おうとしたためヘーラクレースに退治されたという。
なお、デクサメノスの娘たちはトロイア戦争に参加した幾人かの英雄の母親となった。ムネーシマケーはエーリス地方の王の1人アマリュンケウスと結婚し、ディオーレースの母となり、双子の姉妹テーライポネーとテーロニケーはやはりエーリス地方の王の1人である双生児の英雄モリオネ（エウリュトスとクテアトス）と結婚し、タルピオスとアムピマコスの母となった。

## その他の人物
- ヘーラクレースの子で、エーペイロス地方の都市アムブラキアの王アムブラクスの父[8]。
- メソラスとポルバースの娘アムブラキアーの子[9]。